# Volano
Volano település Olaszországban, Trento megyében. Lakosainak száma 3104 fő (2023. január 1.). Volano Calliano, Nomi, Pomarolo és Rovereto községekkel határos.

## Népesség
A település népességének változása:
| Lakosok száma | 3085 | 3048 | 3104 |
|               | 2017 | 2018 | 2023 |